# ダーンディー
ダーンディー（グジャラート語：દાંડી、英語：Dandi）は、インドのグジャラート州ナヴサーリー県(Navsari)にあるアラビア海に面した小さな村である。県の中心であるナヴサーリー市にも近い。
かつてマハトマ・ガンディーが塩の行進の目的地に選んだことで、1930年に世界的に有名になった。ガンディーは、塩に掛ける税金に対して抗議するため、いくらかの支持者とともにアフマダーバードからダーンディーに向け行進した。この村がイギリスによるインド支配崩壊が始まった場所ともいえる。

## See also
- インド独立運動(Indian independence movement)

座標: 北緯21度20分 東経72度38分 / 北緯21.333度 東経72.633度